# 10688 Haghighipour
10688 Haghighipour è un asteroide della fascia principale. Scoperto nel 1981, presenta un'orbita caratterizzata da un semiasse maggiore pari a 3,1456313 UA e da un'eccentricità di 0,1775468, inclinata di 9,58662° rispetto all'eclittica.